# Bỏ hoang có chủ ý

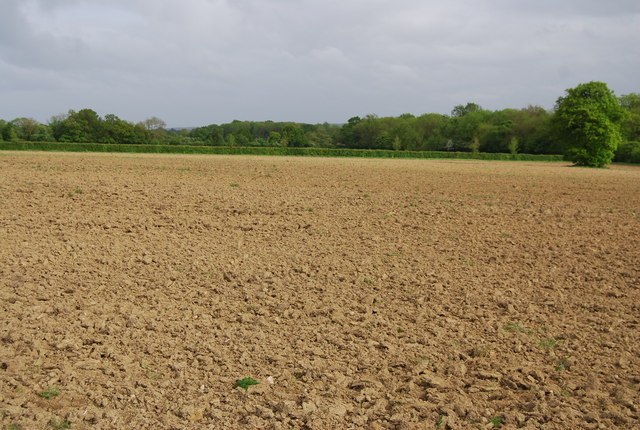
Một cánh đồng được cày xới nhưng chưa được gieo trồng

Bỏ hoang có chủ ý là một kỹ thuật canh tác trong đó đất canh tác được để lại mà không gieo hạt trong một hoặc nhiều chu kỳ sinh dưỡng. Mục tiêu của việc bỏ hoang hóa là để đất phục hồi và lưu trữ chất hữu cơ trong khi vẫn giữ được độ ẩm và phá vỡ vòng đời của các mầm bệnh bằng cách tạm thời loại bỏ vật chủ của chúng.
Phương pháp bỏ hoang này cũng rất cần thiết đối với đa dạng sinh học vì nó  đảm bảo sự hiện diện của những loài thiên địch kiểm soát sâu bệnh hay dịch hại nói chung.
Đây là một kỹ thuật thường được sử dụng trong luân canh cây trồng. Cỏ dại hiện có có thể được loại bỏ nhờ các loài thiên địch và sâu bệnh. Yếu tố này cùng với việc sử dụng phân xanh có thể đảm bảo sự phục hồi các chất dinh dưỡng đã cạn kiệt cho đất trước một chu kỳ cây trồng khác.